# Iwanowice (gromada w powiecie kaliskim)
Iwanowice – dawna gromada, czyli najmniejsza jednostka podziału terytorialnego Polskiej Rzeczypospolitej Ludowej w latach 1954–1972.
Gromady, z gromadzkimi radami narodowymi (GRN) jako organami władzy najniższego stopnia na wsi, funkcjonowały od reformy reorganizującej administrację wiejską przeprowadzonej jesienią 1954 do momentu ich zniesienia z dniem 1 stycznia 1973, tym samym wypierając organizację gminną w latach 1954–1972.
Gromadę Iwanowice z siedzibą GRN w Iwanowicach utworzono – jako jedną z 8759 gromad na obszarze Polski – w powiecie kaliskim w woj. poznańskim, na mocy uchwały nr 22/54 WRN w Poznaniu z dnia 5 października 1954. W skład jednostki weszły obszary dotychczasowych gromad Antonin, Borek, Chojno, Iwanowice, Joanka, Niemiecka Wieś, Pośrednik, Sobiesęki BC i Sobiesęki C ze zniesionej gminy Iwanowice w tymże powiecie. Dla gromady ustalono 26 członków gromadzkiej rady narodowej.
29 lutego 1956 z gromady Iwanowice wyłączono miejscowość Chojno, włączając ją do gromady Szczytniki w tymże powiecie.
1 stycznia 1959 do gromady Iwanowice włączono miejscowość Główczyn ze znoszonej gromady Brończyn w tymże powiecie.
1 stycznia 1962 do gromady Iwanowice włączono obszar zniesionej gromady Sobiesęki ABC (bez miejscowości Ołucza, Stok Nowy, Stożków, Piegonisko, Piegonisko-Kolonia, Piegonisko-Pustkowie, Piechutków i Teodozjów) w tymże powiecie.
Gromada przetrwała do końca 1972 roku, czyli do kolejnej reformy gminnej.